# Nebulosa de Hélix

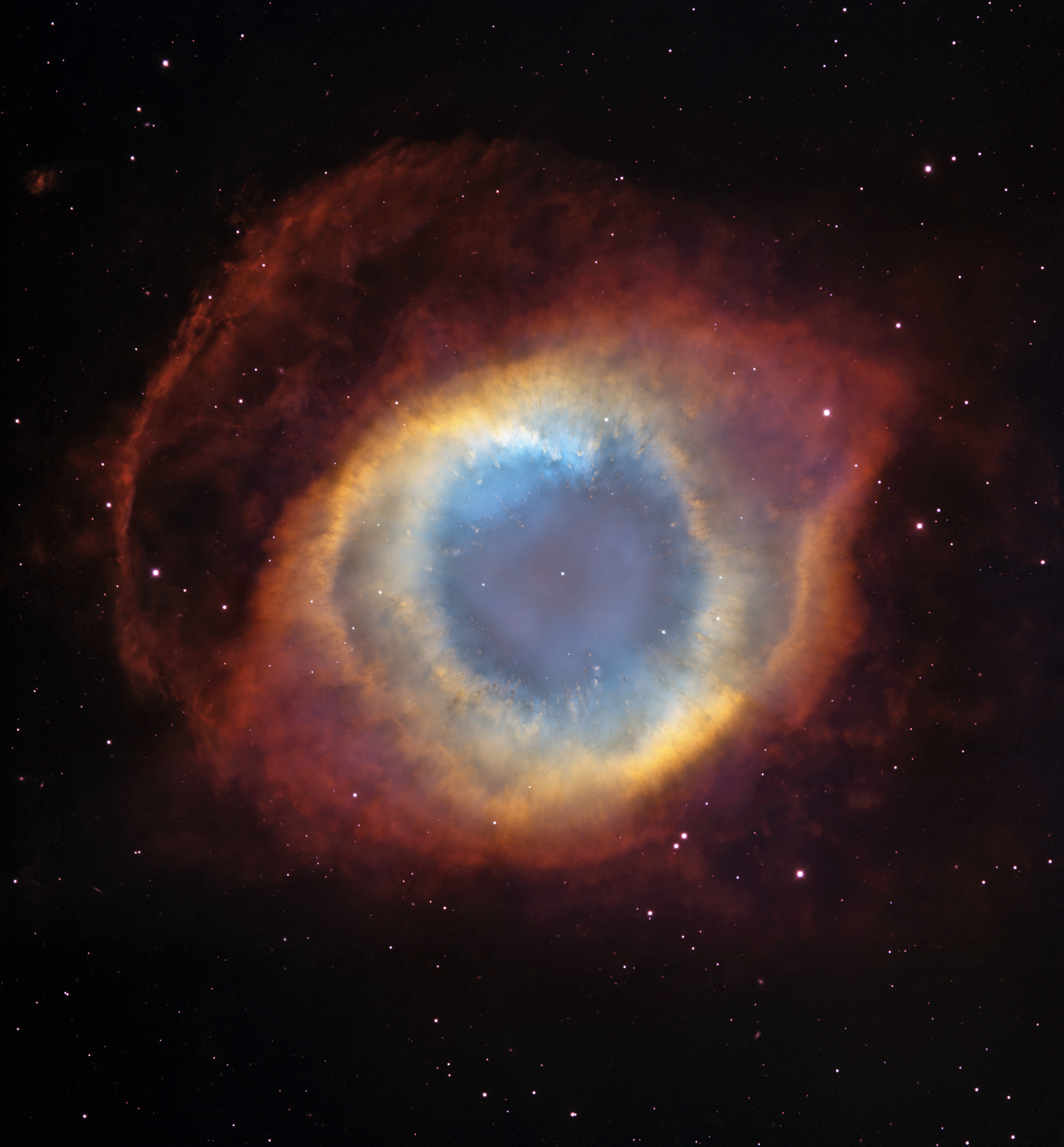
Nebulosa de Hélix

Nebulosa de Hélix, também conhecida como Nebulosa da Hélice, A Hélix ou NGC 7293 é uma nebulosa planetária localizada na constelação de Aquarius (ou Aquário). Também foi apelidada de "Olho de Deus" devido ao seu formato visto da Terra.
Descoberta por Karl Ludwig Harding, provavelmente antes de 1824, essa nebulosa é uma das mais próximas da Terra. 
Sua distância da Terra é de aproximadamente 700 anos-luz (215 parsec). Ela é muito parecida com a nebulosa do anel, e têm tamanho, idade e características físicas parecidos à nebulosa do Haltere, sendo diferentes apenas em suas proximidades e aparência de um ângulo equatorial.
Durante a chuva de meteoros Leônidas em novembro de 2002, os controladores viraram o Hubble para protegê-lo por cerca de meio dia. Coincidentalmente, a Nebulosa Hélix estava quase que exatamente na direção oposta à chuva de meteoros, assim o Hubble pôde fotografar a nebulosa. 
Nebulosas planetárias como a Hélix são formadas no final da vida de uma estrela (como o Sol) por uma corrente de gases que escapam da estrela morrendo.
Características Fundamentais
Esta nebulosa possui um diâmetro impressionante de cerca de 2,5 anos-luz, tornando-se uma das maiores e mais próximas nebulosas planetárias conhecidas. Sua proximidade relativa à Terra a torna um alvo favorito tanto para astrônomos profissionais quanto para entusiastas da astronomia. Com uma magnitude aparente de 7,3, ela requer pelo menos binóculos para ser observada adequadamente. 
Coordenadas Celestes
A nebulosa está localizada nas coordenadas de ascensão reta 22h 29m 38.55s e declinação -20° 50′ 13.6″. Para observadores do hemisfério sul, ela é melhor visível durante os meses de outono e inverno, quando Aquário está alta no céu durante as horas noturnas.
Melhores Condições de Observação
Para apreciar  a NGC 7293, você precisa de céus escuros longe da poluição luminosa das cidades. A lua nova ou crescente oferece as melhores condições para observação.
A Magnificência das Cores da NGC 7293

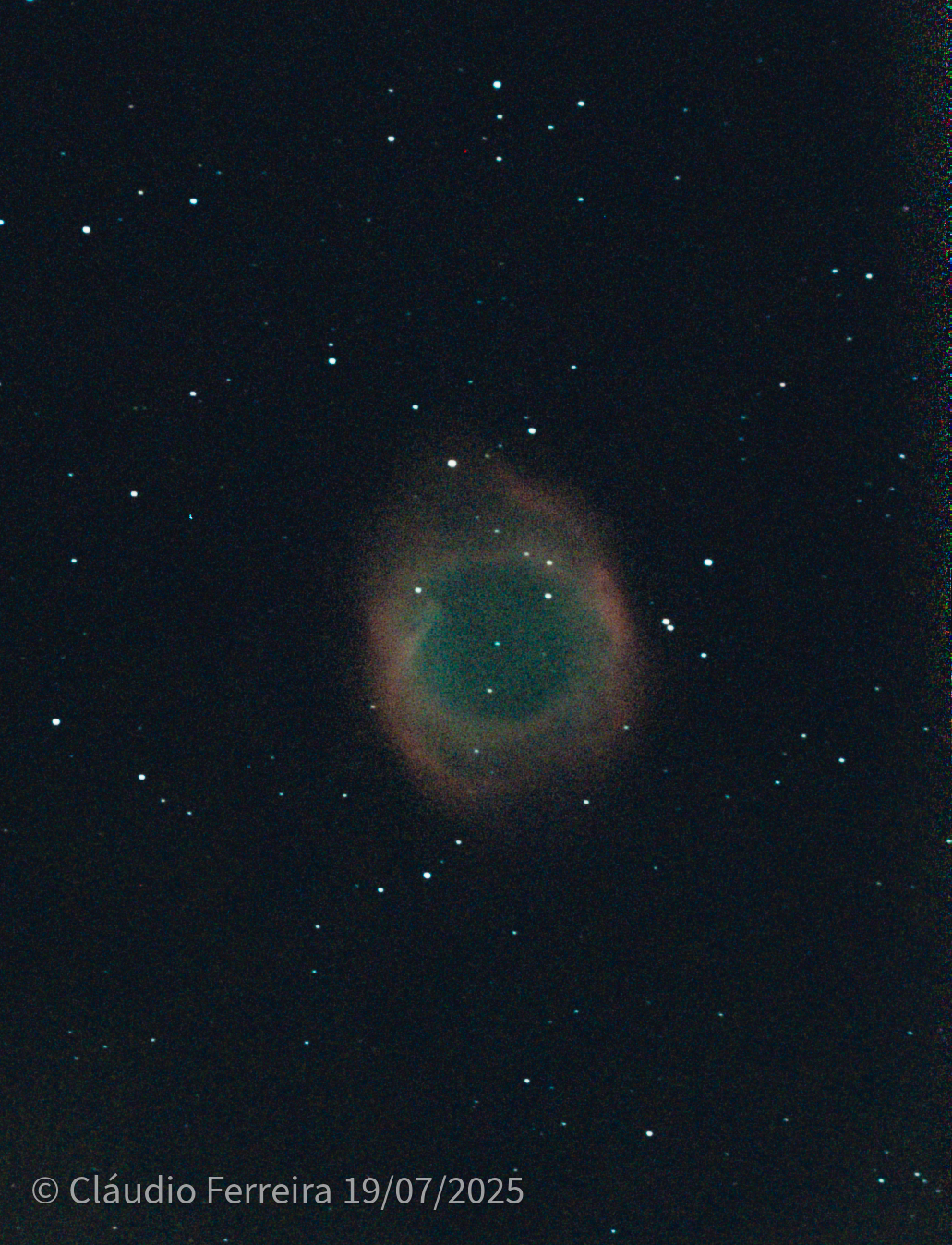
Exclusiva astrofotografia de NGC7293 feita em Brasília (Latitude: -15.7797200°), 19/07/2025, hemisfério sul, mostra cores incríveis.

Esta é a imagem que é vista quando observamos com um telescópio amador equipada com câmera em longa exposição (11 minutos) e pós processamento com empilhamento de fotos em uma noite escura de inverno, foi  capturada em 19 de julho de 2025 às 23:17 UTC, realizada por um astrônomo amador no hemisfério sul, na cidade de Brasília, coordenadas aproximadas são 15°47′ Sul de latitude e 47°52′ Oeste de longitude, a uma altitude média de 1 172 metros acima do nível do mar,  revela um espetáculo de cores que conta a história química do universo. Cada tom, cada matiz tem um significado específico que nos permite decifrar os segredos desta nebulosa.
O Significado do Azul e Verde
As tonalidades azuis e verdes que dominam a região central da nebulosa são principalmente resultado da emissão de oxigênio duplamente ionizado (OIII). Esta cor característica indica temperaturas extremamente altas, onde os átomos de oxigênio perderam dois elétrons devido à intensa radiação da estrela central.
Os Tons Vermelhos e Alaranjados
As regiões externas da nebulosa brilham em tons avermelhados e alaranjados, principalmente devido à emissão de hidrogênio alfa (Hα) e nitrogênio. Estas cores mais "quentes" na aparência indicam, paradoxalmente, regiões mais frias da nebulosa, onde a radiação da estrela central é menos intensa.
A Estrutura de Anel
O que vemos como um "anel" é, na verdade, uma casca esférica de gás e poeira vista de uma perspectiva específica. É como olhar através de um tubo - vemos mais material nas bordas do que no centro, criando a aparência característica de anel.
A Estrela Central: O Coração da Nebulosa
No centro desta magnífica estrutura encontra-se uma anã branca - o remanescente nuclear da estrela original. Esta pequena estrela, não maior que a Terra mas com massa comparável à do Sol, é o motor que alimenta todo o espetáculo luminoso.